# 196
196 је била преступна година.

## Догађаји
- Византион, који је две године пружао отпор трупама римског цара Септимија Севера је заузет и опљачкан.
- Клодије Албин, настојећи да осигура што је могуће већу подршку легија на германској граници пред марш на Рим, себи даје титулу Август.
- Користећи заузетост римских снага грађанским ратом, Брити настављају да нападају и уништавају Хадријанов зид на северу Британије.